# Vathý (Sámos)
Pour les articles homonymes, voir Vathy.
Vathý (grec moderne : Βαθύ) est une localité du dème de Sámos-Est sur l'île de Sámos en Grèce ; le nom désigne parfois l'ensemble de l'agglomération qu'elle forme avec le port de Sámos, qui est le siège du dème de Sámos-Est.
L'agglomération de Samos/Vathý est divisée en deux parties administrativement distinctes : Káto Vathý ou officiellement Sámos (la « ville basse ») et Áno-Vathý ou officiellement Vathý (la « ville haute ») et vit principalement du tourisme.

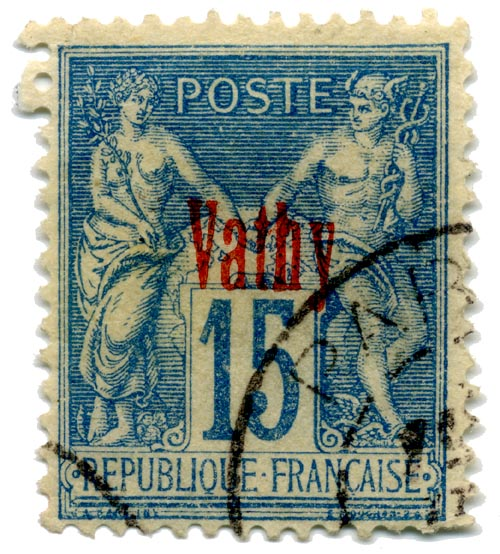
Occupation française de Sámos en 1894